# حوزه انتخابیه پانزدهم تگزاس
حوزه انتخابیه پانزدهم تگزاس یک حوزه انتخابیه مجلس نمایندگان آمریکا است که در ایالت تگزاس قرار دارد.